# Marianne Faithfull
Marianne Evelyn Gabriel Faithfull (London, 1946. december 29. – London, 2025. január 30.) angol énekesnő, dalszerző, színésznő.

## Élete
Egy brit katonatiszt, Glynn Faithfull őrnagy és az osztrák–magyar származású Eva Erisso bárónő gyermeke. Marianne római katolikus leányiskolába járt.

## Pályakép
Pályafutását 1964-ben az As Tears Go By dallal kezdte, amelyet Mick Jagger és Keith Richards írt. Ez után sikeres kislemezei jelentek meg, köztük a This Little Bird, Summer Night és a Sister Morphine. 1969-ben Opheliaként lépett színpadra Nicol Williamson Hamlet-feldolgozásában. A Jaggerrel való szakítása után kis időre felhagyott a lemezkészítéssel és drogelvonó kúrán vett részt. A 70-es évek közepén Dublinba költözött, és a Dreaming My Dreams száma meglehetős siker volt, bár ma már nem kedveli igazán. 1979 volt az igazi visszatérése, a Broken English albummal, amely a kommersz ízlésű zenei piac miatt nem lett igazi siker. Hasonlóképpen járt az 1987-ben kiadott Strange Weather albumával is.
Ő volt az első, aki filmvásznon kimondta a fuck (baszás) szót, az I'll Never Forget What's 'is Name filmben.
1994-ben Faithfull címmel kiadta az életrajzát, amelyben őszintén vall biszexuális próbálkozásairól. A következő évben jelent meg a Secret Life című albuma, melynek dalait Angelo Badalamenti – többek között a Twin Peaks zeneszerzője – írta.
A Metallica együttes 1997-es albumának The Memory Remains dalában háttérvokált énekelt.
Zenei pályafutása 2000-ben a Vagabond Ways lemezével indult újra, de az igazi sikert a 2002-s Kissin' Time hozta el. Ezt követte 2004-ben a Before The Poison. Egyesek szerint ez a legjobb lemeze, míg mások a Broken English-t tekintik annak.
Kisebb szerepekkel fellépett az Absolutely Famous brit sorozatban és Patrice Chéreau Intimitás című filmjében mint Betty, illetve színpadon is szerepelt 2004-05-ben, Bob Wilson és Tom Waits The Black Rider darabjában. Ő énekli az Elveszett gyerekek városa c. film záró tételét.
Az Irina Palm című 2007-es filmben ő alakította a címszerepet.
2006-ban mellrákot állapítottak meg nála. Meggyógyult, újra koncertezett, több lemezt is készített. Párizsban élt. A francia kormány Arts and Letters (Ordre des Arts et Lettres) kitüntetéssel jutalmazta.
Háromszor lépett fel Budapesten, 1996-ban, 2007-ben és 2014-ben.

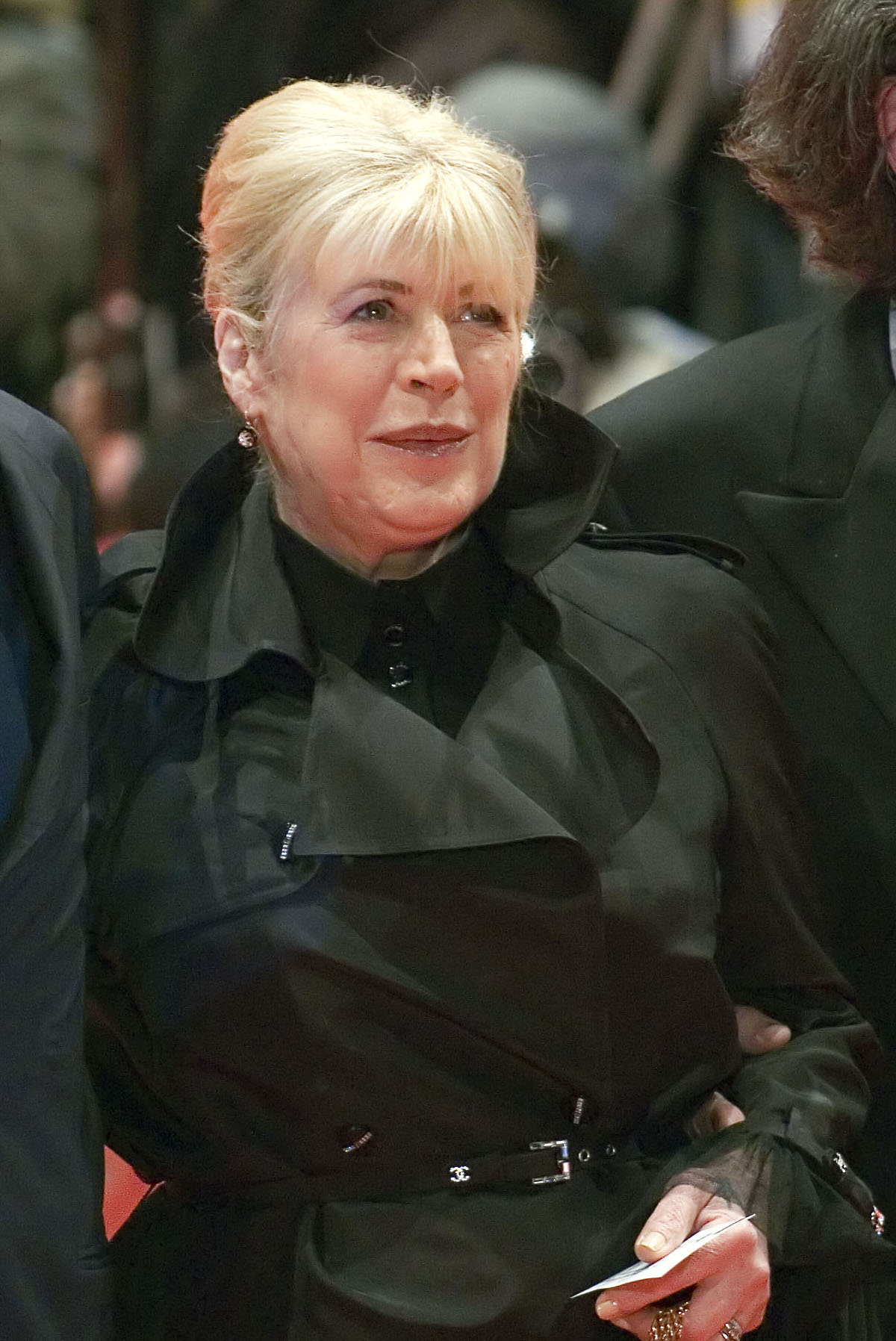
Berlin International Film Festival, 2007

## Lemezei
- Marianne Faithfull (1965)
- Go Away From My World (1966)
- North Country Maid (1966)
- Faithfull Forever (1966)
- Love in a Mist (1967)
- The World of Marianne Faithfull (1969)
- Dreamin' My Dreams (1977)
- Faithless (1978)
- Broken English (1979)
- As Tears Go By (1980)
- Dangerous Aquaintances (1981)
- A Child's Adventure (1983)
- Rich Kid Blues (1985)
- The Very Best of Marianne Faithfull (1987)
- Strange Weather (1987)
- Marianne Faithfull's Greatest Hits (1987)
- Blazing Away (1990)
- This Little Bird (1993)
- Faithfull: A Collection of Her Best Recordings (1994)
- A Secret Life (1995)
- 20th Century Blues (1997)
- A Perfect Stranger (1998)
- Vagabond Ways (1999)
- The Best of Marianne Faithfull (1999)
- It's All Over Now, Baby Blue (2000)
- True – The Collection (2000)
- Stranger On Earth: An Introduction to Marianne Faithfull (2001)
- Kissin' Time (2002)
- The Best of Marianne Faithfull: The Millennium Collection (2003)
- Before the Poison (2005)
- Live at the BBC (2008)
- Easy come, easy go (2008)
- Horses and High Heels (2011)
- Give My Love to London – Composed by Roger Waters (2015)
- No Exit (Live; 2016)
- Negative Capability (2018)
- Marianne Faithfull: The Monreux Years (Live, 2021)
- She Walks in Beauty (with Warren Ellis; 2021)

## IMDb
- Marianne Faithfull az Internet Movie Database oldalon (angolul)